# Strâmbu-Băiuț
Strâmbu-Băiuț (en hongarès Horgospatak) és un poble de la comuna de Băiuț al comtat de Maramureș, Transsilvània (Romania).
Etimologia del nom de la localitat: de hydron. Crooked (<s. Adj. Crooked <adj. Crooked "corbat, corbat, twisted" <lat. Crooked, vulgar form for strabus), inicialment, el determinant d'una denominació + Băiuț (del substitut de bany "meu" + suf. Dim. -uț).
Segons el cens del 2011, la població era de 587 habitants.
Strâmbu-Băiuț es troba al riu Lăpuș, a una distància d'1 km de la ciutat minera de Băiuț. Aigües amunt del poble hi ha el coll de Cavnic i més amunt, a una distància de 16 km, el Centre Miner de Cavnic.
La vila va ser fundada l'any 1835 reunint en un mateix assentament diverses foneries de ferro de la zona. Segons altres fonts, la primera atestació data de 1850 (Sztrimbuj). El seu principal punt turístic és la reserva natural "Tăul Negru" (1 ha).